# Kampfgeschwader 155
Das Kampfgeschwader 155 war ein Verband der Luftwaffe der Wehrmacht vor dem Zweiten Weltkrieg. Als Kampfgeschwader bildete es Bomberbesatzungen aus für Luftangriffe mit Bomben. Es wurde am 1. Februar 1938 in Kampfgeschwader 158 umbenannt.

## Aufstellung
Der Geschwaderstab entstand im Rahmen der Aufrüstung der Luftwaffe am 1. April 1936 auf dem Fliegerhorst Ansbach
(Lage). Die I. Gruppe bildete sich aus der ehemaligen Fliegergruppe Giebelstadt auf dem Fliegerhorst Giebelstadt (Lage). In Ansbach wurde die II. Gruppe neu aufgestellt, während die III. Gruppe in Schwäbisch Hall (Lage) gebildet wurde. Anfangs verfügte das Geschwader über Kampfflugzeuge vom Typ Dornier Do 23, später über die Dornier Do 17.

## Gliederung

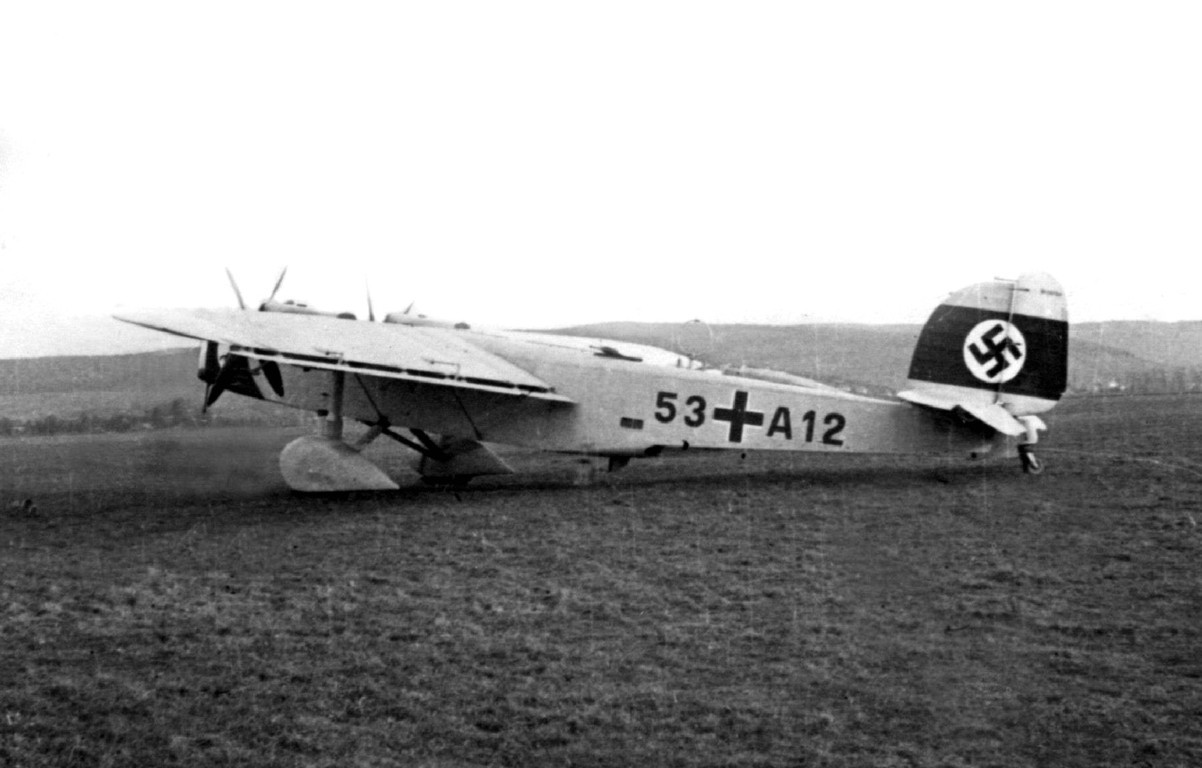
Dornier Do 23 der 2. Staffel des Kampfgeschwaders 155 auf dem Fliegerhorst Giebelstadt, um 1936

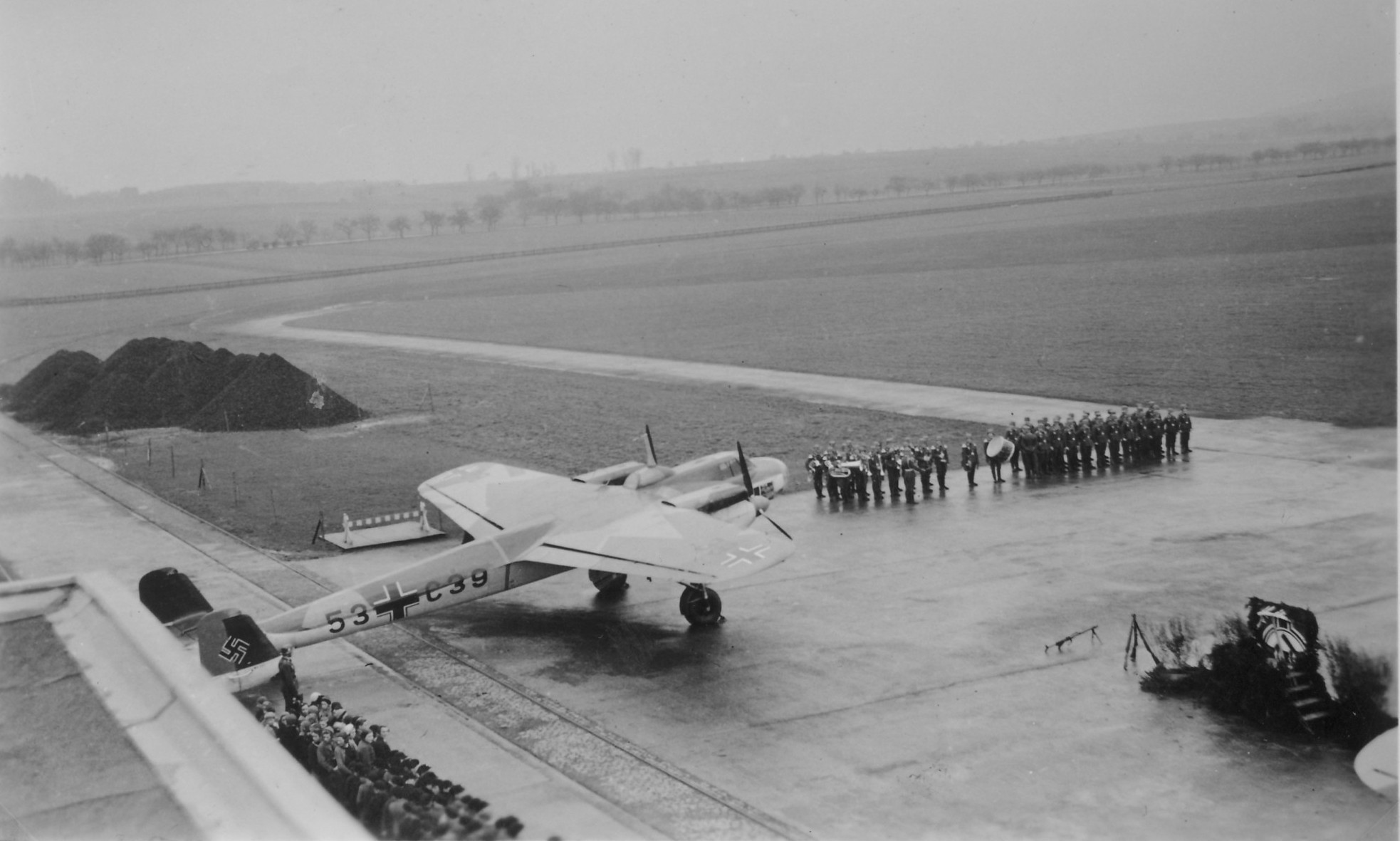
Dornier Do 17E-1 der 9. Staffel des Kampfgeschwaders 155 am 19. Januar 1939 auf dem Flugplatz Gelnhausen-Rothenbergen

Der Geschwaderstab führte die I. bis III. Gruppe die wiederum in Staffeln unterteilt waren. Die 1. bis 3. Staffel gehörte der I. Gruppe, die 4. bis 6. Staffel der II. Gruppe und die 7. bis 9. Staffel der III. Gruppe an.

## Kommandeure

### Geschwaderkommodore
| Dienstgrad     | Name         | Zeit                              |
| -------------- | ------------ | --------------------------------- |
| Oberstleutnant | Otto Deßloch | 1. April 1936 bis 1. Februar 1938 |

### Gruppenkommandeure
I. Gruppe
- Oberstleutnant Eduard Riesch, 1. April 1937 bis 1. April 1938

II. Gruppe
- Oberstleutnant Fritz Löb, 1. April 1936 bis 1. Mai 1936[5]
- Major Anton Heidenreich, 1. Mai 1936 bis 1. Dezember 1937[6]

III. Gruppe
- Oberstleutnant Willibald Spang, 1. April 1936 bis 15. März 1937[7]
- Oberstleutnant Werner Zech, 15. März 1937 bis 1. Februar 1938[8]

## Bekannte Geschwaderangehörige
- Wilhelm Antrup (1910–1984), war 1966, als Brigadegeneral der Luftwaffe der Bundeswehr, Leiter der Fachhochschule der Luftwaffe
- Herbert Büchs (1913–1996), war von 1967 bis 1971, als Generalleutnant der Luftwaffe der Bundeswehr, Stellvertreter des Generalinspekteurs der Bundeswehr
- Hanns Horst Heise (1913–1992), war von 1962 bis 1968 als Inspizient für Flugsicherheit im Luftwaffenamt Köln-Wahn und ab Oktober 1968 als Brigadegeneral der Luftwaffe der Bundeswehr, Kommandeur des Deutschen Luftwaffenkommandos USA/Kanada
- Max Heyna (1903–1992), war von 1957 bis 1959, als Brigadegeneral der Luftwaffe der Bundeswehr, Unterabteilungsleiter im Führungsstab der Luftwaffe
- Karl Wolfien (1906–1968), war von 1960 bis 1963, als Brigadegeneral der Luftwaffe der Bundeswehr, Leiter des Materialamtes der Luftwaffe